# Escuela Nacional de Pintura, Escultura y Grabado La Esmeralda
La Esmeralda. Escuela Nacional de Pintura, Escultura y Grabado (ENPEG), es una escuela de estudios superiores perteneciente al Instituto Nacional de Bellas Artes de México.
Está ubicada en el más vanguardista campus universitario de las artes de toda América Latina, donde conviven las escuelas de cine, danza clásica y contemporánea, música, arte multimedia y de nuevas tecnologías: El Centro Nacional de las Artes, cuyo complejo entero, al igual que la construcción arquitectónica de La Esmeralda, está considerado como una obra magna de la arquitectura contemporánea.
La Esmeralda es considerada desde 1996 como la mejor institución superior para la formación en la producción de arte contemporáneo, de todo el país, aunque sólo a nivel licenciatura (ya que no cuenta con formación de maestría ni doctorado) y una de las más importantes en Latinoamérica.

## Historia
La historia de la ENPEG comienza formalmente con la fundación de la Escuela libre de Escultura y Talla Directa en el Exconvento de la Merced bajo la dirección de Guillermo Ruiz en 1927. En los años 30 la escuela se movió al Callejón de la Esmeralda del cual se originó su alias. Raúl Anguiano, Feliciano Peña y José Chávez Morado enseñaron durante el mando de Guillermo Ruiz. En 1943 Antonio M. Ruiz  toma las riendas de la escuela y rediseña el edificio separando la educación en talleres y desarrollando el primer plan de estudios aprobado por la Secretaría de Educación Pública (SEP)[1] en 1943 siendo aprobada de forma oficial como Escuela de Artes. Los Maestros notables de esta época fueron Diego Rivera, Francisco Zúñiga, Frida Kahlo, Carlos Orozco Romero, Federico Cantú, Luis Ortiz Monasterio, María Izquierdo y Agustín Lazo.
En el plan conformado por Antonio M. Ruiz se incluían materias teóricas como aritmética, geometría elemental, dibujo lineal y aéreo, teoría de la composición, anatomía descriptiva, historia del arte precortesiano, arte moderno americano, arte oriental y africano, arte europeo, inglés y dibujo del natural. Se impartían talleres que determinaban la especialidad: pintura o escultura y el laboratorio, un lugar para familiarizarse científicamente con los materiales.
Más tarde se estructuró un Plan Profesional de Pintor, Escultor y Grabador que cambió en 1984 a las licenciaturas de Pintura, Escultura y Grabado. A partir de 1994 se creó la licenciatura en Artes Plásticas, mismo año en el que "La Esmeralda" se traslada de la Colonia Guerrero al Centro Nacional de las Artes.
A partir de 2007 un nuevo plan de estudios entró en vigor, con el objetivo de formar profesionales en la producción de las artes plásticas y visuales con capacidad para desarrollar un lenguaje, con sustento conceptual acorde a su momento histórico y cultural, el cual les permita integrarse a circuitos de formación, difusión y circulación del arte, y que les posibilite la incursión en subsecuentes niveles educativos propios del ámbito de la producción, docencia, promoción y teoría de las artes plásticas y visuales.

## Directores
- Guillermo Ruiz (1927-1942)
- Antonio M. Ruiz "El Corcito" (1942-1952)
- Carlos Alvarado Lang (1952-1960)
- Fernando Castro Pacheco (1960-1972)
- Benito Messeguer (1973-1976)
- Rolando Arjona Amábilis (1976-1983)
- Arturo Estrada (1983-1985)[2]
- Lorenzo Guerrero (1985-1991)
- José Zúñiga Delgado (1991-1993)
- Mario Rendón (1993-1997)
- Arturo Rodríguez Döring (1998-2004)[3]
- Othón Téllez (2005-2009)[4]
- Eloy Tarcisio (2009-2013)[5]
- Carla Rippey (2014-2017)[6]
- Karla Alexandra Villegas Ramírez (2017- 2022)
- Luis Manuel Montes  (encargado de despacho) (2022- 2023)[7]
- Sergio Ricaño Gutiérrez (2023- ) Artista Gráfico

## Carreras disponibles
- Artes Visuales Docencia de las Artes